# 巴黎不打烊
巴黎不打烊是一部探討人生與藝術的法國電影，導演是執導過聖誕蛋糕的丹尼艾拉·湯普森，編劇是由她和兒子克里斯多夫·湯普森共同擔任。這部片獲得奧斯卡金像獎最佳外語片的提名；而在劇中飾演當紅肥皂劇女星的瓦樂莉·勒梅西埃則於法國凱薩獎贏得了最佳女配角。此外，飾演女主角祖母的蘇珊芙隆在電影殺青沒多久就過世了，導演也以此片像她致敬。

## 劇情大綱
潔西卡那愛奢華生活的祖母啟發了她，於是她從馬貢來到繁華的巴黎尋求一個新生活。她到一家以前從未聘請過女性員工的劇院餐廳應徵服務生；這間餐廳位於好幾個藝術中心的附近，包括坐落在蒙田大道上的音樂廳和香榭劇場。每當音樂廳或是劇場有表演的時候，咖啡店總是人滿為患，老闆在找不到人手的情況下，破例讓潔西卡加入，她是貫穿整部電影的靈魂人物，讓觀眾以自己的角度認識劇裡的人，以及他們的故事背景、他們的人生。

凱薩琳是一位受歡迎的連續劇女星，她不甘被定型在這個角色上並且渴望能演出更有藝術價值的作品。她忙於連續劇和Georges Feydeau的舞台劇，蠟燭兩頭燒的情況下，她只有在計程車裡才能好好睡一覺。另一方面，她想趁美國導演索賓斯基來巴黎的時候，好好推銷自己，以爭取在他新電影裡飾演偶像西孟·波娃的機會。

尚馮蘇是一位有聲望的鋼琴家，但他卻不想在正式的音樂廳裡演奏，只想彈琴給那些不懂音樂卻真正會欣賞的人聽。然而他的想法卻傷害了身兼經紀人的太太，她覺得為了鋼琴家的演奏生涯，安排一連串的演出是她該做的，可是沒想到的是他已經厭倦了。

賈克是一位開計程車起家的藝術品收藏家，他決定在自己生命結束前拍賣畢生的收藏。他與兒子菲德力克之間的關係緊張，某部份原因在於賈克的年輕情人凡樂莉。

## 演員與角色
- 瑟西迪·法蘭絲(Cécile de France)---潔西卡/Jessica
- 瓦樂莉·勒梅西埃(Valérie Lemercier)---凱薩琳/Catherine Versen
- 亞柏·杜龐帝(Albert Dupontel)---尚馮蘇·瓦勒佛/Jean-François Lefort
- 蘿拉·莫瑞提(Laura Morante)---華倫汀娜·瓦勒佛/Valentine Lefort
- 克勞德·巴舒(Claude Brasseur)---賈克·岡柏/Jacques Grumberg
- 克里斯多夫·湯普森(Christopher Thompson)---菲德力克·岡柏/Frédéric Grumberg
- 丹妮(Dani)---克勞蒂/Claudie
- 薛尼·波拉克(Sydney Pollack)---布萊恩·索賓斯基/Brian Sobinski
- 蘇珊·芙隆(Suzanne Flon) - Madame Roux
- Annelise Hesme---Valérie